# Nordsjöskogen
Nordsjöskogen är ett naturreservat i Hagfors kommun i Värmlands län.
Området är naturskyddat sedan 2001 och är 30 hektar stort. Reservatet ligger  i en sluttning nordost om sjön Nordsjön och består av en gransumpskog med inslag av lövträd.